# Comparação entre voleibol de quadra e voleibol de praia
Há muito mais diferenças entre o voleibol de quadra (ou voleibol indoor) e o voleibol de praia (ou voleibol outdoor) do que o tipo de piso em que são jogados e o número de jogadores por equipe. Assim, este artigo traz uma lista com as diferenças entre as duas modalidades de voleibol.

## Área de jogo das bolas
| Vôlei de Quadra | Vôlei de Praia |
| --- | --- |
| • 18 x 9m com área livre mínima de 3m e 7m de altura. Em competições mundiais são 5m lateral e 8m no fundo e 12,5m na altura. • linha central, linha de ataque, linhas pontilhadas e linhas da zona de saque (5cm). • FIVB linhas brancas, cores claras e contrastantes entre a quadra de jogo e a zona livre. • Existem Zonas de frente, de substituição, de aquecimento para os reservas e de penalidade | • 16 x 8m com área livre mínima de 3m 7m de altura. Em competições mundiais são de 5 a 6m lateral e no fundo e 12,5m na altura. • Só existem as linhas de delimitação da quadra (5 a 8cm) sem linha central. • 40cm de profundidade de areia. • linhas coloridas contrastantes e de material flexível. • Só zona de saque, também de 8m |

## Temperatura e iluminação
| Vôlei de Quadra | Vôlei de Praia |
| --- | --- |
| • mínimo de 10ºC (50ºF) • Para competições mundiais temperatura entre 16ºC (61ºF) e 25ºC (77ºF) e de 1000 a 1500 Luxes. | • as condições climáticas não devem apresentar risco de lesão para os jogadores. Não há limites fixos. • Para competições mundiais jogadas à noite é que há os 1000 a 1500 Luxes. |

## Rede e postes
| Vôlei de Quadra | Vôlei de Praia |
| --- | --- |
| • 9,50 ou 10m de comprimento. • Faixa horizontal superior (7cm) e inferior (5cm) de cor BRANCA, malhas pretas. • pode aproximar a mão/corpo para desviar a bola que vem em direção à rede • tocar a rede NÃO É FALTA, exceto se o contato ocorre na ação de jogar a bola ou interfere na jogada • só altura 2,43m Masc. e 2,24m Fem está prevista na regra • postes ficam a 0,5m/1m das linhas laterais | • 8,50m (+/- 3cm) de comprimento. (FIVB rede especial, SWATCH NET, com exatos 8m, malhas menores e publicidade) • Faixa horizontal SUPERIOR E INFERIOR (7 a 10cm ambas) de cor azul escuro ou brilhante, malhas qualquer cor. • aproximar a mão/corpo para desviar a bola que vem em direção à rede É FALTA DE REDE! o tocar a rede SEMPRE É FALTA, exceto toque acidental do cabelo o altura 2,43m Masc. e 2,24m Fem e diferentes alturas para diferentes idades já previstas na regras: 2m (M/F até 12 anos), 2,12 (M/F até 14 anos) e 2,24 (M/F até 16 anos) o postes ficam a 0,7m/1m das linhas laterais |

## Faixas laterais
| Vôlei de Quadra | Vôlei de Praia                                           |
| --------------- | -------------------------------------------------------- |
| • brancas       | • mesma largura e cor das linhas (permitida publicidade) |

## Bola
| Vôlei de Quadra | Vôlei de Praia |
| --- | --- |
| • feita de couro ou couro sintético • cor clara uniforme ou combinação de cores. • pressão: 0,3 a 0,325 kg/cm² • circunferência: 65/67cm | • feita de couro, couro sintético ou outro material que não absorva umidade • cor BRILHANTE uniforme ou combinação de cores. • pressão: 0,175 a 0,225 kg/cm² • circunferência: 66/68cm |

## Equipes e localização
| Vôlei de Quadra | Vôlei de Praia |
| --- | --- |
| • 12 atletas • técnico, assistente, médico ou massagista • pode ter líbero • cada equipe permanece do mesmo lado da quadra até o fim do set • os reservas ficam sentados ou na área de aquecimento e não podem usar bola durante tempos e tempos técnicos, só nos intervalos e fora da quadra de jogo • banco de reservas deve ficar ao lado da mesa do apontador fora da zona livre | • Somente 2 atletas (não há reservas) • Técnico não pode passar instruções a dupla • Há trocas de lado durante o set • Não é proibido o uso da bola durante tempos técnicos e intervalos • Cadeiras devem ficar a 3m, no mínimo da mesa do apontador e a 5m da quadra |

## Uniforme
| Vôlei de Quadra | Vôlei de Praia |
| --- | --- |
| • calção, camiseta, meia e tênis idênticos, exceto líbero. • numeração 1 a 18 no peito (15cm) e nas costas (20cm), 2cm largura. • em competições mundiais deve ter número também no calção (4 a 6cm e 1 cm largura) • pode-se autorizar a jogar descalço. | • Bermuda/sunquini(FIVB medida padrão), camiseta/top (de acordo com o torneio); expressamente autoriza o uso de boné • numeração 1 e 2 no peito (10cm), 1,5cm largura. Se jogar sem camiseta o número é obrigatório na frente do calção • deve jogar descalço; pode-se autorizar a jogar de tênis/meias. |

## Capitão
| Vôlei de Quadra                                                       | Vôlei de Praia                                                                      |
| --------------------------------------------------------------------- | ----------------------------------------------------------------------------------- |
| • somente ele pode falar com árbitros. • capitão identificado (8x2cm) | • AMBOS os atletas podem falar com árbitros. o capitão só é identificado na súmula. |

## Forma de disputa e pontos
| Vôlei de Quadra | Vôlei de Praia |
| --- | --- |
| • 5 sets: 1º-4º c/ 25 pontos e o 5º c/ 15, pontos, sem limite de pontos e com 2 de diferença. • “rally point system” | • CBV: 2 sets de 18 pontos e o 3º com 15 pontos, sem limite de pontos e com 2 de diferença. • FIVB: 2 sets de 21 pontos e o 3º com 15 pontos, sem limite de pontos e com 2 de diferença |

## Sorteio e aquecimento
| Vôlei de Quadra | Vôlei de Praia |
| --- | --- |
| • antes do 1º e do 5º set (decisivo) • o ganhador escolhe entre sacar, receber ou a quadra. • nos demais sets saca primeiro quem não sacou primeiro no set anterior. • aquecimento na rede de 3min ou 5min para cada equipe, ou, se juntos, soma-se (6min ou 10min). | • antes do 1º e do 3º set (decisivo). • o ganhador escolhe entre sacar, receber ou a quadra. • para o 2º set o perdedor do sorteio inicial é quem tem o direito de escolher entre sacar, receber ou a quadra. • aquecimento na rede de 3min ou 5min no total SEM soma. |

## Posições, faltas, substituições e líbero
| Vôlei de Quadra | Vôlei de Praia |
| --- | --- |
| • seis titulares e seis reservas • até seis substituições por set • posições “fixas” na quadra (1,2,3,4,5,6) com falta de posição. • falta de rotação • líbero é opcional • substituição por expulsão e excepcional | • somente a dupla sem QUALQUER possibilidade de substituição • SEM posições “fixas” e SEM falta de posição. • SEM FALTA DE ROTAÇÃO • SEM líbero • expulsão acarreta a perda do set |

## Bola dentro
| Vôlei de Quadra                         | Vôlei de Praia                                                                    |
| --------------------------------------- | --------------------------------------------------------------------------------- |
| • toca o solo dentro ou PARTE da linha. | • toca o solo dentro • toca a linha, MESMO QUE CAIA COMPLETAMENTE FORA DA QUADRA. |

## Características do toque
| Vôlei de Quadra | Vôlei de Praia |
| --- | --- |
| • “duplo contato” permitido na primeira ação em qualquer situação, desde que numa única ação. • a bola não pode ser retida ou lançada em nenhuma situação. • “bola presa” entre dois oponentes no bloqueio é falta dupla. | • “duplo contato” permitido na primeira ação exceto se for voleio/toque; • É permitido “Duplo Contato” e “Reter Momentaneamente” a bola com os dedos numa ação defensiva de qualquer bola dirigida com violência (p/ ex. retorno do bloqueio) • “bola presa” (“mão de ferro”) entre dois oponentes no bloqueio NÃO é falta, a equipe que recebe a bola tem direito a mais 3 toques. |

## Bola em direção à rede
| Vôlei de Quadra | Vôlei de Praia |
| --- | --- |
| • se pisar na quadra adversária para tentar recuperar é falta. • invasão (linha central é a referência) é sempre falta. | • pode “invadir” (pisar na quadra adversária) para buscar a bola, bem como para impedir que a bola passe sob a rede • não existe invasão, só INTERFERÊNCIA, se influir na habilidade do oponente jogar a bola. |

## Saque
| Vôlei de Quadra | Vôlei de Praia |
| --- | --- |
| • 8s para executar o saque após o apito. • sacador errado é falta assinalada após o saque. • Se o sacador errado fizer pontos, eles são anulados, corrige-se a ordem de saque e a equipe perde o “rally”. | • 5s para executar o saque após o apito. • NÃO pode haver sacador “errado” – o apontador deve avisar. • Se o sacador errado fizer pontos ESTES NÃO SÃO ANULADOS, somente corrige-se o sacador, que segue sacando. |

## Barreira
| Vôlei de Quadra                    | Vôlei de Praia                                                        |
| ---------------------------------- | --------------------------------------------------------------------- |
| • se ocorrer, assinala-se a falta. | • se ocorrer, o atleta deve mover-se a uma solicitação do adversário. |

## Golpe de ataque
| Vôlei de Quadra | Vôlei de Praia |
| --- | --- |
| • restrições ao líbero e jogador da linha de trás. • pode “pingar” a bola com uma mão aberta(ponta dos dedos). • pode enviar a bola de toque em qualquer direção. • proibido atacar a bola que vem do saque se ela está mais alta do que o topo da rede e na zona de frente | • NÃO pode “pingar” a bola com uma mão aberta(ponta dos dedos). • NÃO pode enviar a bola de toque a não ser em trajetória perpendicular (frente e trás) aos ombro (estabilizado), ou quando está “levantando” para o companheiro. • proibido atacar a bola que vem do saque se ela está mais alta do que o topo da rede DE QUALQUER LOCAL DA QUADRA. |

## Bloqueio
| Vôlei de Quadra | Vôlei de Praia |
| --- | --- |
| • NÃO conta no limite de três toques; quem bloqueia pode tocar em seguida e é o PRIMEIRO toque da equipe. • restrição de bloqueio pelo líbero (inclusive tentativa) e jogadores de trás | • CONTA no limite de três toques; quem bloqueia pode tocar em seguida, mas é o SEGUNDO toque da equipe. • qualquer um pode bloquear, inclusive duplo |

## Interrupções regulamentares
| Vôlei de Quadra | Vôlei de Praia |
| --- | --- |
| • Dois tempos de 30s por set. • 2 tempos técnicos de 60s (8º e 16º pontos), do 1º ao 4º set. No 5º set não. • até 6 substituições • somente técnico ou capitão podem solicitar tempo e substituição. | • Na CBV, um tempos de 30 segundos nos dois primeiros sets e dois tempos de 30s no 3º set. (Na FIVB só um tempo de 30s em cada um dos sets). • Um tempo técnico de 30s no 1º e no 2º set. Na CBV com a soma de 16 pontos (2ª troca). Na FIVB com a soma de 21 pontos (3ª troca) • QUALQUER atleta (ou técnico, CBV) pode solicitar um tempo. |

## Tempo de descanso entrerallys
| Vôlei de Quadra                           | Vôlei de Praia                                                                                     |
| ----------------------------------------- | -------------------------------------------------------------------------------------------------- |
| • sem limite específico entre cada rally. | • 12s entre cada rally, podendo ir até 15s, ou mais dependendo das condições climáticas (CBV 15s). |

## Retardamentos
| Vôlei de Quadra | Vôlei de Praia |
| --- | --- |
| • retardamentos SÃO cumulativos NA PARTIDA • ADVERTÊNCIA é sem cartão, só há a sinalização apontando o pulso (nº 25) • PENALIDADE é com o cartão amarelo | • retardamentos são cumulativos para cada SET • ADVERTÊNCIA é com cartão amarelo • PENALIDADE é com o cartão vermelho |

## Lesão
| Vôlei de Quadra | Vôlei de Praia |
| --- | --- |
| • uma lesão determina a substituição do atleta de forma normal ou excepcional. • se não houver possibilidade de substituição é dado TRÊS minutos para o atleta recuperar-se. | • é dado CINCO minutos para o atleta recuperar-se (um tempo médico por jogador por partida). • pode haver atendimento médico na quadra e o médico pode impedir que o atleta continue jogando. |

## Interrupção prolongada
| Vôlei de Quadra | Vôlei de Praia |
| --- | --- |
| • interrupção (ões) de menos de 4h no total: se reinicia na mesma quadra, mantém o placar e formação das equipes do set; se reinicia noutra quadra o set é cancelado, mas mantém a mesma formação e jogadores | • interrupção (ões) de menos de 4h no total: SEMPRE mantém o mesmo placar e formação das equipes do set, mesmo se reinicia noutra quadra. |

## Trocas de quadra
| Vôlei de Quadra | Vôlei de Praia |
| --- | --- |
| • ao final de cada set troca-se de quadra. • no set decisivo troca-se no 8º ponto. • o tempo de intervalo entre os sets é de TRÊS minutos. • entre o 2º e 3º set pode haver intervalo de até 10min. • os reservas trocam de banco. | • Na CBV, no 1º e 2º sets a troca de quadra é a cada soma de 8 pontos e no 3º set a cada soma de 5 pontos. A troca pode durar, no máximo, 15s. • Na FIVB, no 1º e 2º sets a troca de quadra é a cada soma de 7 de pontos e no 3º set a cada soma de 5 pontos. A troca pode durar, no máximo, 12s. • o tempo de intervalo entre os sets é de UM minuto. • o banco para descanso das equipes é o mesmo durante todo o jogo. |

## Penalidades
| Vôlei de Quadra | Vôlei de Praia |
| --- | --- |
| • condutas incorretas menores: cartão amarelo • cartão amarelo: apenas advertência • cartão vermelho: ponto do adversário (vai para a área de penalidade) • ambos os cartões juntos: expulsão do set ou do jogo • não existe conduta previamente definida para receber penalidade | • cartão amarelo: advertência • cartão vermelho: perda do rally É possível mais de um cartão vermelho no mesmo set para o mesmo atleta/técnico • ambos os cartões juntos: expulsão • ambos cartões separados: desqualificação • atleta que atravessa a quadra para ver a marca da bola • que apaga a marca da bola • ou que “envia” a bola para fora da arena |

## Sinalização
| Vôlei de Quadra                                                | Vôlei de Praia                                            |
| -------------------------------------------------------------- | --------------------------------------------------------- |
| • sempre sinaliza a falta e, se necessário, o jogador faltoso. | • sinaliza a falta e o jogador faltoso, QUANDO necessário |

## Curiosidades
- O americano Karch Kiraly é o único jogador de voleibol do mundo a ter ganho a medalha de ouro olímpica nas duas variantes do vôlei.[1]